# Пасхалидис, Иоаннис
Иоа́ннис (Я́ннис) Х. Пасхали́дис (греч. Ιωάννης (Γιάννης) Χ. Πασχαλίδης, англ. Ioannis (Yannis) Ch. Paschalidis; род. 27 апреля 1968, Афины, Греция) — греко-американский учёный в области электротехники и информатики, профессор департамента электротехники и компьютерной инженерии Инженерного колледжа Бостонского университета, директор Центра информационной и системной инженерии (CISE), руководитель исследовательской группы Paschalidis NOC Lab, сотрудник Научно-исследовательского центра биомолекулярной инженерии (BMERC), член руководящего комитета Института цифровых вычислений, вычислительных наук и инженерии имени Рафика Б. Харири (2015—н. в.). Действительный член Института инженеров электротехники и электроники (2014). Член Группы греческих учёных Бостона.
h-индекс = 30, процитирован > 3 015 раз.

## Биография
Родился в Греции. В 1991 году иммигрировал в США.

### Образование
Афинский национальный технический университет (бакалавр наук, 1991), Массачусетский технологический институт (магистр электротехники и информатики, 1993; доктор философии в области электротехники и информатики, 1996), постдокторантура в лаборатории информационных систем и систем принятия решений МТИ (1996).

### Карьера
1995: консультант в AT&T Labs и Bell Labs.
1995—н. в.: консультант в различных компаниях.
1996—н. в.: ассистент-профессор (1996—2000), ассоциированный профессор (2000—2009), профессор (2009—н. в.) департамента электротехники и компьютерной инженерии Инженерного колледжа Бостонского университета.
2004—2007: член технического комитета по стохастическим системам Международной федерации по автоматическому управлению.
2013—2016: член совета управляющих Общества систем управления IEEE.
2016—н. в.: заместитель директора и член совета директоров Американского совета по автоматическому управлению.
Помощник редактора в научных журналах «Automatica» (2002—2007), «IEEE Transactions on Automatic Control» (2006—2009), «Operations Research Letters» (2002—2010), «SIAM Journal on Control and Optimization» (2010—2012), «ACM Transactions on Sensor Networks» (2011—2013), «Operations Research» (2012—2013), а также учредитель и главный редактор «IEEE Transactions on Control of Network Systems» (2013—н. в.).
В 2011 году один из научных проектов по кибербезопасности Пасхалидиса получил финансовую поддержку от Исследовательского отдела Армии США.
Приглашённый учёный Бизнес-школы Колумбийского университета (2003), лаборатории информационных систем и систем принятия решений МТИ (2003) и Центра исследования операций МТИ (2010—2011), приглашённый профессор Школы менеджмента имени Слоуна МТИ (2017—2018).
Автор многочисленных научных статей.

## Научная деятельность
Сфера научных интересов: теория больших уклонений, теория массового обслуживания (теория очередей), наука о данных, ценообразование, управление доходами и цепями поставок, производственные системы, системы сбыта, системы и контроль, нетворкинг, прикладная теория вероятностей, теория принятия решений, оптимизация, исследование операций, вычислительная биология, молекулярный докинг, метаболические и генные сети, стохастические системы, биоинформатика, коммуникационные и сенсорные сети, медицинская информатика, логистика, кибербезопасность, робототехника, умные сети электроснабжения, финансы.

## Личная жизнь
В браке с Георгией Мурдзину имеет троих сыновей.
Увлекается плаванием.

## Награды и почести
- 1997 — George E. Nicholson Award (Институт исследования операций и управленческих наук)
- 2000 — CAREER Award[англ.] (Национальный научный фонд)
- 2011 — Dean’s Catalyst Award (Инженерный колледж Бостонского университета)
- и др.[6][8][12]